# Bosco di Ciliegi
Bosco di Ciliegi  («Боско ди Чильеджи», trad. «Черешневый лес») è una società russa, principale azionista del centro commerciale GUM di Mosca e proprietaria di una catena di negozi di abbigliamento e beni di lusso.

## La storia
L'azienda nacque nel 1991, quando un gruppo di laureati del Teatro dell'Arte di Mosca iniziò l'organizzazione di un parco divertimenti nel parco Gor'kij di Mosca. Allo stesso tempo, furono presi contatti con alcuni produttori italiani di moda tra cui il maglificio SIMA di Reggio Emilia, che fornì il primo lotto di merci in conto vendita nel 1992, e furono aperti tre negozi con i marchi SIMA nel centro commerciale Petrovskij Passaž di Mosca: Nani Bon, Giunco e Fiume. Nel 1993, nello stesso centro commerciale, fu sviluppata una galleria di boutique, quindi apparve l'attuale nome dell'azienda.
Nel 2001, prima delle Olimpiadi invernali di Salt Lake City, Bosco di Ciliegi divenne partner ufficiale della squadra olimpica russa, quindi fu lanciato il proprio marchio di abbigliamento sportivo Bosco Sport. Bosco Sport è stato il fornitore ufficiale della squadra nazionale russa ai Giochi Olimpici di Londra, Vancouver, Pechino, Torino, Atene e Salt Lake City. Dal 2009 Bosco di Ciliegi è anche fornitore ufficiale della squadra olimpica ucraina. Dall'ottobre 2009, la società e il suo marchio Bosco Sport sono diventati il partner generale dei Giochi olimpici e paralimpici invernali 2014 a Soči. Nel 2011, la società ha stipulato un contratto di sponsorizzazione per otto anni con la squadra olimpica in Spagna .
Nel 2004 Bosco di Ciliegi ha acquisito una partecipazione di controllo in GUM Trading House OJSC per circa $ 100 milioni . L'edificio GUM sulla Piazza Rossa è affittato dalla società fino al 2059, il contratto di locazione è stato concluso senza gara d'appalto, il suo valore è stato dichiarato segreto dello stato.

## Attività
Bosco di Ciliegi possiede oltre 100 negozi monomarca a Mosca (compresi GUM e Petrovsky Passage ), San Pietroburgo, Samara, Ekaterinburg, Omsk, Londra e Milano, vendendo abiti e accessori con i marchi Alberta Ferretti, Kenzo, i marchi del gruppo Max Mara, La Perla, Etro, Ermanno Scervino, Paul Smith, Gucci, Zegna, Barbara Bui e altri, nonché con il proprio marchio Bosco Sport. Inoltre, l'azienda possiede un certo numero di propria multi-brand - BoscoDonna, BoscoUomo, Bosco π, BoscoBambino e BoscoScarpa, così come salone di servizio individuale Bosco (Privé). Gioielli e orologi sono venduti nei negozi multimarca di Sublime Bosco. Per vendere abiti delle collezioni passate, la società ha aperto diversi Outlet denominati Rimanenze Dolci .
La società comprende negozi di profumi e cosmetici Articoli, Articoli Salon & spa e saloni di bellezza Dior Institut, numerosi ristoranti: Bosco Café, L'Altro Bosco Café, Bosco π Bar, Bosco Cafeteria, Emporio Armani Café. Nel 2007, la società ha aperto la Farmacia Bosco e la Bosco Clinica.

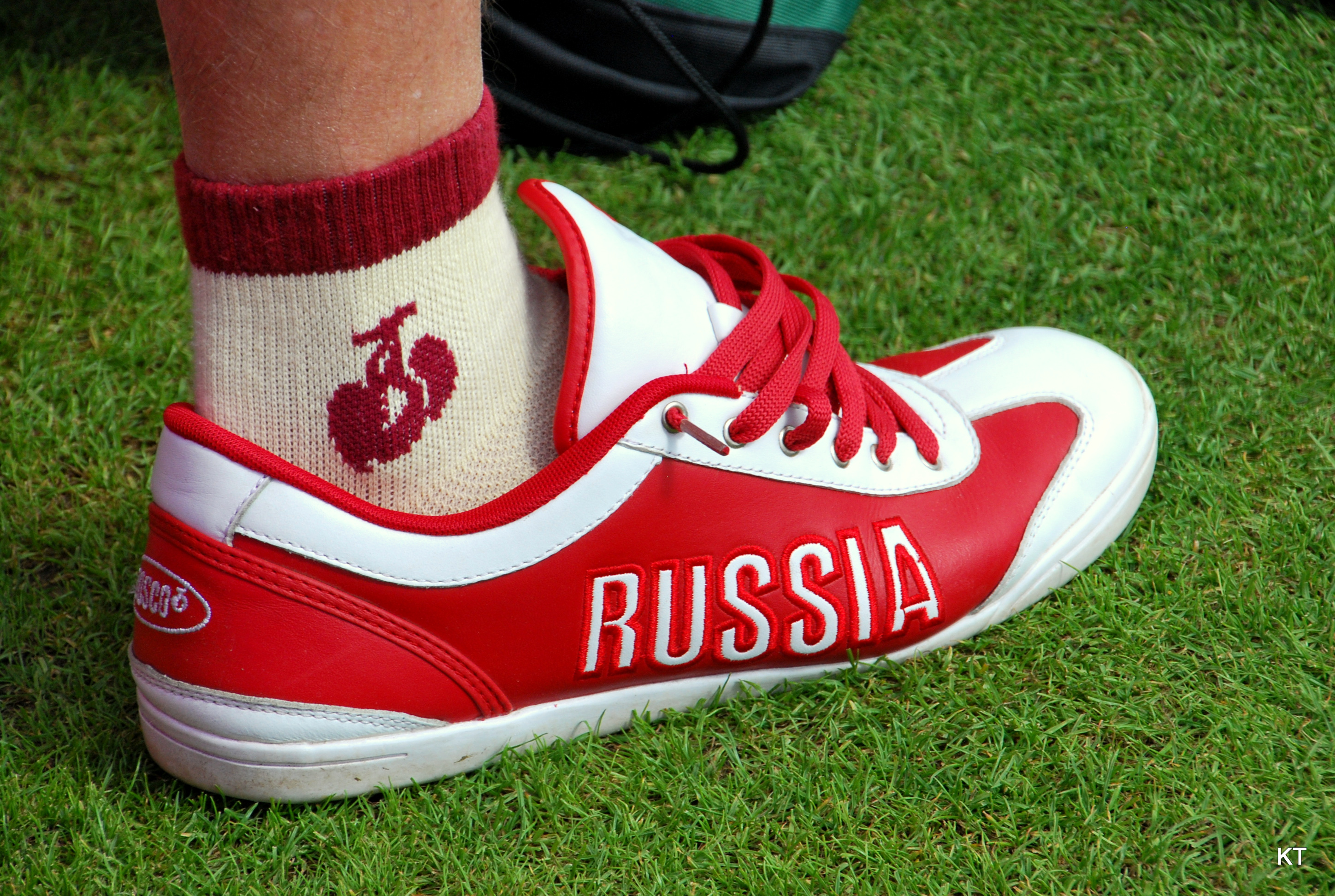
Sneaker Bosco per le Olimpiadi del 2012